# Tadeuszów (województwo świętokrzyskie)
Tadeuszów – wieś w Polsce położona w województwie świętokrzyskim, w powiecie opatowskim, w gminie Tarłów.
W latach 1975–1998 miejscowość położona była w województwie tarnobrzeskim.